# Cold Shoulder
"Cold Shoulder" é uma canção da artista musical inglesa Adele, lançada como o terceiro single do seu primeiro álbum de estúdio, 19 (2008). Foi lançada digitalmente na Irlanda em 30 de março de 2008 e no Reino Unido em 31 de março de 2008. Esta é a única canção do álbum que foi produzida por Mark Ronson. O ex-baixista da banda Jamiroquai Stuart Zender toca na canção e também faz parte da banda de Mark Ronson. Adele cantou a música em Friday Night with Jools Holland em 8 de fevereiro de 2008 e no Saturday Night Live no programa do dia 18 outubro de 2008. Um remix de Basement Jaxx foi lançado e liberado para download digital.

## Vídeo musical
O vídeo foi filmado em fevereiro de 2008 em Londres. Ele começou a acumular audiência em canais de música do Reino Unido, e a história do vídeo se passa com Adele cantando em uma sala escura, entre estátuas de gelo derretendo, e todas elas mostram olhares de desespero. O vídeo termina com muitas das estátuas derretidas e as imagens finais de Adele se intercalam com as das estátuas.

## Faixas e formatos
| CD single e Vinil 12" |                 |                      |              |         |  |
| N.º                   | Título          | Compositor(es)       | Produtor(es) | Duração |  |
| 1.                    | "Cold Shoulder" | Adele, Sacha Skarbek | Mark Ronson  | 3:15    |  |
| 2.                    | "Now And Then"  |                      |              | 3:24    |  |

| iTunes EP |                                               |                      |               |         |  |
| N.º       | Título                                        | Compositor(es)       | Produtor(es)  | Duração |  |
| 1.        | "Cold Shoulder"                               | Adele, Sacha Skarbek | Mark Ronson   | 3:15    |  |
| 2.        | "Cold Shoulder" (Basement Jaxx Classic Edit)  | Adele, Sacha Skarbek | Basement Jaxx |         |  |
| 3.        | "Cold Shoulder" (Basement Jaxx Classic Remix) | Adele, Sacha Skarbek | Basement Jaxx |         |  |
| 4.        | "Cold Shoulder" (Basement Jaxx DuBB)          | Adele, Sacha Skarbek | Basement Jaxx |         |  |
| 5.        | "Cold Shoulder" (Rusko Remix)                 | Adele, Sacha Skarbek | Rusko         |         |  |
| 6.        | "Cold Shoulder" (Out of Office Remix)         | Adele, Sacha Skarbek | Out of Office |         |  |